# Evolución geológica de La Española
La Española es la segunda isla de en extensión del Caribe. Está situada entre las islas de Cuba hacia el oeste, y Puerto Rico hacia el este, dentro de la zona de huracanes, la República Dominicana está situada en dicha isla junto con Haití.
La isla ha evolucionado geológicamente a partir de la era Mesozoica en el período Cretáceo hasta el período Cuaternario en la época del Pleistoceno.

## Era Mesozoica
El origen geológico de la isla se remonta a la segunda etapa del período Cretáceo de la era Mesozoica, cuando comenzó el proceso de ascenso de la isla debido al fenómeno de subducción de la placa norteamericana que se incrusta por debajo de la placa caribeña, avistando los primeros vestigios representados por los sistemas montañosos más antiguos de la historia.
Durante el período Cretáceo de la era Mesozoica se originaron la Cordillera Central, la Sierra de Yamasá, la Cordillera Oriental, la Sierra Samaná y la Sierra de Bahoruco.

## Era Cenozoica
La cordillera Septentrional pertenece a las  Mioceno y Oligoceno de la era Cenozoica, la Sierra de Neiba es originaria de la época del Eoceno de la era Cenozoica. La Sierra Martín García se originó también en la época del Eoceno cuando formaba parte de la Sierra de Neiba, de la cual se separó en las épocas Mioceno y Oligoceno, debido a una falta de hundimiento que también provocó la desviación del curso original del río Yaque del Sur hacia la bahía de Neiba.
La ladera norte de la Cordillera Central surge en la época Oligoceno del período Paleógeno de la era Cenozoica.

## Fin del período Neógeno e inicio del Cuaternario
En la medida en que seguía el levantamiento de la isla, entre los últimos períodos de la era Cenozoica y la época del Pleistoceno del período Cuaternario, surgen los valles como el de la planicie del Valle de San Juan (en la actual San Juan de la Maguana República Dominicana), originándose entre los últimos períodos de la era Cenozoica y la época del Pleistoceno del período Cuaternario. Además las llanuras costeras de toda la isla y desaparece el canal marino que se extendía entre las actuales bahías de Neiba y de Puerto Príncipe, a partir de las épocas Mioceno y Oligoceno de la era Cenozoica, dando paso a la depresión de la Hoya de Enriquillo que terminó su formación en las épocas Pleistoceno y Holoceno del período Cuaternario.

## Período Cuaternario
En este período desaparece el otro canal marino, dando paso al Valle del Cibao, retirándose también las aguas que ocupaban los espacios de los antiguos lagos, convirtiéndose en los valles, lo que permitió la deposición de materiales aluviales aportados por los ríos y arroyos más grandes, y por la misma acción gravitatoria contribuyendo con la formación de abanicos y terrazas aluviales al pie de los sistemas montañosos, dando origen a suelos aluviales, sedimentarios y lacustres de origen marino.
- Datos: Q5852908